# Зюзин, Андрей Юрьевич
Андрей Юрьевич Зюзин (род. 21 января 1978, Уфа) — российский хоккеист, защитник. Тренер. Старший брат Дмитрия Зюзина.

## Биография
Воспитанник уфимского «Салавата Юлаева». В 1994—1997 годах в 103 матчах за «Салават Юлаев» забросил 16 шайб и сделал 13 передач. Бронзовый призёр молодёжных чемпионатов мира 1996 и 1997 годов (всего 13 игр, 2 гола, 5 передач). Чемпион Европы среди юниоров до 18 лет 1996 года (лучший защитник: 7 набранных очков (5+2) в 5 играх; попал в символическую сборную чемпионата).
Выбран в драфте НХЛ 1996 года под общим 2 номером командой «Сан-Хосе Шаркс». Сыграл в НХЛ 496 матчей, забил 38 шайб, сделал 82 результативные передачи.
Во время локаута в НХЛ 2004/05 играл за «Салават Юлаев» — 14 матчей и «Северсталь» — 10 матчей.
В 2008 году снова вернулся в Россию играть за СКА Санкт-Петербург в Континентальной хоккейной лиге. 24 ноября 2010 года подписал контракт с мытищинским Атлантом
В сезоне 2011/12 выступал за швейцарский клуб «Биль».
9 ноября 2012 года подписал контракт с тюменским «Рубином».
10 января 2014 года подписал контракт с командой белорусской экстралиги «Витебск».

### Тренерская карьера
С 1 мая 2015 года по 1 мая 2016 — тренер в «Салавате Юлаеве»
7 мая 2020 года был назначен на должность спортивного директора клуба «Сочи» из КХЛ.

## Достижения
- Трижды бронзовый призёр чемпионатов страны в сезонах 1995, 1996, 1997 в составе «Салавата Юлаева»
- Чемпион Европы среди юниоров 1996 года в составе сборной России.
- Признан лучшим защитником среди юниоров в 1996 году в составе сборной России.
- Бронзовый призёр молодёжного чемпионата мира 1996, 1997
- Заслуженный гражданин Башкортостана[4]